# Institute for Architecture and Urban Studies
Das Institute for Architecture and Urban Studies (IAUS) in New York City ist eine Institution, die sich mit Architektur und Städtebau befasst.

## Überblick
Das Institut wurde 1967 von einer Gruppe junger Architekten, darunter Emilio Ambasz und Peter Eisenman, als private, non-profit und unabhängige Institution gegründet, die sich der Forschung, Ausbildung und der Entwicklung in Architektur und Städtebau widmet. Am Beginn suchten die Gründer Alternativen zu traditionellen Formen der Lehre und der Praxis. Erster Direktor des Institutes war Peter Eisenman, 1982 folgte Anthony Vidler, 1983 Mario Gandelsonas, 1984 Stephen Petersen. 1985 wurde das IAUS vorübergehend geschlossen.
Zu dem Mitgliedern des Institutes gehören beispielsweise Peter Eisenman, Kenneth Frampton, Rem Koolhaas, Rafael Moneo, Christine Boyer, Toyo Ito, Bernard Tschumi, Frank O. Gehry, Ben van Berkel und Caroline Bos.
Die Zeitschrift „Oppositions. A Journal for Ideas and Criticism in Architecture“ war von 1973 bis 1984 ein wichtiges Diskussionsforum in der Architekturtheorie.